# Gottschalk Hollen
Gottschalk Hollen, latinisiert Godescalcus Hollen, auch Holem, Hollem, Holen, Hollen von Meppen, (* um 1411 in Körbecke (Möhnesee) bei Soest; † 1481 in Osnabrück) war ein deutscher Prediger und Augustinermönch.

## Leben
Hollen trat in Herford dem Orden bei, studierte ab 1435 in Perugia und Siena und war dann Lektor und Prediger im Osnabrücker Konvent seines Ordens. 1456 war er Distriktsvikar der Augustiner in Westfalen.
Hollen war ein in seiner Zeit sehr populärer Prediger, einige seiner Predigten erschienen im Druck. In seinen Predigten ließ er humanistische Gelehrsamkeit einfließen, er zitierte aus antiken Autoren und aus Petrarca. Seine volkstümlichen Predigten gaben auch ganz praktische Ratschläge (zum Beispiel beim Häuserbau, bei juristischen Fragen oder bei Krankheiten). Er empfiehlt auch Laien das Lesen der Bibel und übt Kritik an Missständen in der Kirche.
Außer gedruckten Werken sind auch eine Reihe Handschriften bekannt. 1514 soll in Florenz ein Werk von ihm Opus de festis mobilis et astronomia clericali erschienen sein.
Sein Augustiner-Kollege Johannes Schiphower nannte ihn in seiner Chronik (Hrsg. Heinrich Meibom) ein glänzendes Talent, gelehrt, scharfsinnig und mit ausgezeichnetem Gedächtnis.

## Schriften
- Praeceptorium divinae legis, 1481 (mit sechs Drucken bis 1500 und auch danach, u. a. Nürnberg 1497)
- Sermones dominicales super epistolas, Hagenau 1517, 1520
- Preceptorium domini Gotscalci hollen de ordine heremitarum sancti Augustini, Nürnberg 1503, Digitalisiert
- Sermonum opus exquisitissimum, 2 Bände, Hagenau 1517, 1519/20, Digitalisiert
- Willigis Eckermann (Herausgeber): Quinque quaestiones de indulgentiis, Analecta Augustiana, Band 32, 1969, S. 323–366